# Management SOOP
Management SOOP（韓語：매니지먼트 숲）是韓國的經紀公司。當前藝人包括演員孔劉、金材昱、全道嬿、孔曉振、徐玄振、南志鉉、裴秀智、南柱赫、李清娥等多名演員。
2018年12月，Kakao M以140亿韩元收购99.36%的Management SOOP股份。

## 旗下藝人
- 孔劉
- 金材昱
- 李天熙
- 鄭家藍（2016年—）[3]
- 南柱赫
- 裴秀智
- 孔曉振
- 徐玄振
- 南志鉉
- 全道嬿
- 金智秀
- 張誠訓
- 金玟周
- 全惠璡（2023年—）[4]
- 李清娥（2024年—）
- 申銀秀（2025年—）[5]
- 申始雅（2025年—）[6]

## 已離開藝人
- 柳承範
- 丁一宇
- 金敏喜
- 秀愛
- 李在濬
- 林秀晶
- 劉旻奎
- 崔宇植
- 全少妮
- 朴延宇
- 鄭裕美（2016年—2025年）[7]

## 外部連結
- 官方网站
- Management SOOP的Facebook專頁
- Management SOOP的Instagram帳戶
- Management SOOP YouTube （页面存档备份，存于）
- Management SOOP VLive （页面存档备份，存于）
- Management SOOP-BLOG （页面存档备份，存于）